# Aiguille de Blaitière
A Aiguille de Blaitière é um dos principais cumes do grupo conhecido como Aiguilles de Chamonix no Maciço do Monte Branco, e que culmina a 3522 m de altitude.
O cume é citado nos n.º 34 e 71 das 100 mais belas corridas de montanha.

## Topografia
A Aiguille de Blaitière conta três cimos:
- o pico central, com 3522 m
- o pico sul, com 3521 m
- o pico norte, também conhecido por Pico ou Agulha de Chamonix, com 3507 m, que está separado, do outro lado da Passagem de Blaitière, a 3449 m, do corredor Spencer.

## Ascensões
A primeira ascensão do pico norte foi feita em 1873 por Thomas Stuart Kennedy e J.A.G. Marshall com os guias Johann Fischer e Ulrich Almer. Em 1874, teve lugar a ascensão do pico central por E.R. Whitwell com Christian Lauener e Johann Lauener.
A 7 de agosto de 1898 foi aberta a via mais clássica, o corredor Spencer (AD, 200 m a 51°), por S. Spencer com os guias Christian Jossi e Ulrich Almer.
A face oeste está cheia de vias e entre elas a Via Britânica e a célebre Passagem Brown (6b/c), feita por Joe Brown e Don Whillans em 25 de julho de 1954,